# Macropipus dupurator
Macropipus dupurator är en kräftdjursart som först beskrevs av Carl von Linné 1758.  Macropipus dupurator ingår i släktet Macropipus och familjen simkrabbor. Inga underarter finns listade i Catalogue of Life.